# مینسک
مینسْک (به بلاروسی: Мінск) (به روسی: Минск) پایتخت کشور بلاروس است. این شهر که ۲ میلیون نفر جمعیت دارد مقر ادارات سازمان کشورهای همسود (مشترک‌المنافع) است. شهر مینسک همچنین مرکز شهرستان و بخشی به همین نام است.
این شهر در میان سال‌های ۱۹۱۹–۱۹۹۱ پایتخت جمهوری شوروی سوسیالیستی بلاروس بود.
مینسک در کنار رودهای سویسلاچ و نیامیها در ۳۳°۲۷′ شمالی و ۵۵°۵۳′ شرقی قرار گرفته‌است.

## تاریخ
گمان بر اینست که نام مینسک از نام رودخانه منکا گرفته شده‌است.
در سده دهم میلادی شاهزاده راهوالود (در نروژی راگنوالد) که از تبار وایکینگ‌ها بود بر ولایتی به نام پولوتسک فرمان می‌راند که آن ولایت شامل مینسک نیز می‌شد.
نخستین اشاره به شهر مینسک در کتب تاریخی از سال ۱۰۶۷ میلادی است، یعنی سالی که جنگی خونین میان ولایات پولوتسک و کیف بر کرانه رود نیامیها درگرفت.
مینسک در سال ۱۷۹۳ به عنوان بخشی از لهستان به خاک روسیه ضمیمه شد. و در ۱۷۹۶ به عنوان مرکز استان مینسک شناخته شد. نام تمامی خیابان‌ها به نام‌هایی با زبان روسی تغییر کرد هرچند اسم شهر بدون تغییر باقی ماند. مینسک در سال ۱۸۱۲ در طی حمله فرانسه به روسیه به اشغال ارتش ناپلئون درآمد.

## دین
بلاروس سال‌ها تحت سیطره شوروی بوده و آمار دقیقی از جمعیت مذهبی مینسک وجود ندارد. مسیحیان مینسک معمولاً پیرو کلیسای ارتدکس بلاروسی یا کلیسای ارتدکس روسی هستند. همچنین اقلیت یهودی نیز در مینسک زندگی می‌کنند.

## اقتصاد
مینسک مرکز اقتصادی بلاروس است. خدمات اقتصادی مینسک نه تنها به خود شهر، بلکه به کل کشور است. نزدیک به ۴۶ درصد بودجه اقتصادی بلاروس به مینسک تعلق دارد.

### بیکاری
آمارهای رسمی بیکاری را در مینسک ۰٫۳٪ اعلام کرده‌اند. درحالی که در سال ۲۰۰۹، ۵٫۶٪ از شهروندان مینسک که در سن کار بوده‌اند، وضعیت شغلی خود را بیکار اعلام کردند.

## امنیت اجتماعی
مینسک دارای بالاترین نرخ جرم و جنایت در بلاروس به میزان ۱۹۳٫۵ جنایت به ازای ۱۰٬۰۰۰ شهروند است.
۲۰–۲۵٪ از همه جرایم اصلی در بلاروس، ۵۵ درصد از رشوه‌گیری و ۶۷٪ از دزدی تلفن‌های همراه در مینسک اتفاق می‌افتند.

نرخ جرم و جنایت در سال‌های ۲۰۰۹ و ۲۰۱۰ به‌طور قابل توجهی رشد کرد. به‌طور مثال در سال ۲۰۰۹ فساد در مینسک ۳۶ درصد رشد را تجربه کرده‌است. تشخیص جرم از ۱۳٪ در سرقت تا ۹۲٪ در قتل بوده‌است. شهری بسیار امن و زیبا که در تمامی ساعات و مکان‌ها در شب می‌توان گردش کرد.

## مترو
متروی مینسک در سال ۱۹۸۴ تأسیس شده و هم‌اکنون دارای ۳ خط و ۳۵ ایستگاه می‌باشد.

## آب و هوا
آب و هوای مینسک سرد است. از اواسط پاییز تا اوایل بهار دمای هوا منفی است. در تابستان نیز دمای هوا ملایم است.
| داده‌های اقلیم Minsk (1981–2010)     | داده‌های اقلیم Minsk (1981–2010) | داده‌های اقلیم Minsk (1981–2010) | داده‌های اقلیم Minsk (1981–2010) | داده‌های اقلیم Minsk (1981–2010) | داده‌های اقلیم Minsk (1981–2010) | داده‌های اقلیم Minsk (1981–2010) | داده‌های اقلیم Minsk (1981–2010) | داده‌های اقلیم Minsk (1981–2010) | داده‌های اقلیم Minsk (1981–2010) | داده‌های اقلیم Minsk (1981–2010) | داده‌های اقلیم Minsk (1981–2010) | داده‌های اقلیم Minsk (1981–2010) | داده‌های اقلیم Minsk (1981–2010) |
| ماه                                 | ژانویه                          | فوریه                           | مارس                            | آوریل                           | مه                              | ژوئن                            | ژوئیه                           | اوت                             | سپتامبر                         | اکتبر                           | نوامبر                          | دسامبر                          | سال                             |
| ----------------------------------- | ------------------------------- | ------------------------------- | ------------------------------- | ------------------------------- | ------------------------------- | ------------------------------- | ------------------------------- | ------------------------------- | ------------------------------- | ------------------------------- | ------------------------------- | ------------------------------- | ------------------------------- |
| سابقهٔ بیش‌ترین °C (°F)               | ۱۰٫۳ (۵۱)                       | ۱۳٫۶ (۵۶)                       | ۱۸٫۹ (۶۶)                       | ۲۸٫۸ (۸۴)                       | ۳۰٫۹ (۸۸)                       | ۳۲٫۵ (۹۱)                       | ۳۵٫۰ (۹۵)                       | ۳۵٫۶ (۹۶)                       | ۳۰٫۳ (۸۷)                       | ۲۴٫۷ (۷۶)                       | ۱۶٫۰ (۶۱)                       | ۱۰٫۳ (۵۱)                       | ۳۵٫۶ (۹۶)                       |
| میانگین بیش‌ترین °C (°F)             | −۲٫۱ (۲۸)                       | −۱٫۴ (۲۹)                       | ۳٫۸ (۳۹)                        | ۱۲٫۲ (۵۴)                       | ۱۸٫۷ (۶۶)                       | ۲۱٫۵ (۷۱)                       | ۲۳٫۶ (۷۴)                       | ۲۲٫۸ (۷۳)                       | ۱۶٫۷ (۶۲)                       | ۱۰٫۲ (۵۰)                       | ۲٫۹ (۳۷)                        | −۱٫۲ (۳۰)                       | ۱۰٫۶ (۵۱)                       |
| میانگین روزانه °C (°F)              | −۴٫۵ (۲۴)                       | −۴٫۴ (۲۴)                       | ۰٫۰ (۳۲)                        | ۷٫۲ (۴۵)                        | ۱۳٫۳ (۵۶)                       | ۱۶٫۴ (۶۲)                       | ۱۸٫۵ (۶۵)                       | ۱۷٫۵ (۶۴)                       | ۱۲٫۱ (۵۴)                       | ۶٫۶ (۴۴)                        | ۰٫۶ (۳۳)                        | −۳٫۴ (۲۶)                       | ۶٫۷ (۴۴)                        |
| میانگین کم‌ترین °C (°F)              | −۶٫۷ (۲۰)                       | −۷ (۱۹)                         | −۳٫۳ (۲۶)                       | ۲٫۶ (۳۷)                        | ۸٫۱ (۴۷)                        | ۱۱٫۷ (۵۳)                       | ۱۳٫۸ (۵۷)                       | ۱۲٫۸ (۵۵)                       | ۸٫۲ (۴۷)                        | ۳٫۶ (۳۸)                        | −۱٫۳ (۳۰)                       | −۵٫۵ (۲۲)                       | ۳٫۱ (۳۸)                        |
| سابقهٔ کم‌ترین °C (°F)                | −۳۹٫۱ (−۳۸)                     | −۳۵٫۱ (−۳۱)                     | −۳۰٫۵ (−۲۳)                     | −۱۸٫۴ (−۱)                      | −۵ (۲۳)                         | ۰٫۰ (۳۲)                        | ۳٫۸ (۳۹)                        | ۱٫۷ (۳۵)                        | −۴٫۷ (۲۴)                       | −۱۲٫۹ (۹)                       | −۲۰٫۴ (−۵)                      | −۳۰٫۶ (−۲۳)                     | −۳۹٫۱ (−۳۸)                     |
| بارندگی میلی‌متر (اینچ)              | ۴۵ (۱٫۷۷)                       | ۳۹ (۱٫۵۴)                       | ۴۴ (۱٫۷۳)                       | ۴۲ (۱٫۶۵)                       | ۶۵ (۲٫۵۶)                       | ۸۹ (۳٫۵)                        | ۸۹ (۳٫۵)                        | ۶۸ (۲٫۶۸)                       | ۶۰ (۲٫۳۶)                       | ۵۲ (۲٫۰۵)                       | ۴۸ (۱٫۸۹)                       | ۴۹ (۱٫۹۳)                       | ۶۹۰ (۲۷٫۱۷)                     |
| میانگین روزهای بارانی               | ۱۱                              | ۹                               | ۱۱                              | ۱۳                              | ۱۸                              | ۱۹                              | ۱۸                              | ۱۵                              | ۱۸                              | ۱۸                              | ۱۷                              | ۱۳                              | ۱۸۰                             |
| میانگین روزهای برفی                 | ۲۴                              | ۲۱                              | ۱۵                              | ۴                               | ۰٫۳                             | ۰                               | ۰                               | ۰                               | ۰٫۰۴                            | ۳                               | ۱۳                              | ۲۲                              | ۱۰۲                             |
| درصد رطوبت                          | ۸۶                              | ۸۳                              | ۷۷                              | ۶۷                              | ۶۶                              | ۷۰                              | ۷۱                              | ۷۲                              | ۷۹                              | ۸۲                              | ۸۸                              | ۸۸                              | ۷۷                              |
| میانگین روزانه ساعت‌های تابش آفتاب   | ۴۶                              | ۷۰                              | ۱۲۸                             | ۱۷۶                             | ۲۵۳                             | ۲۶۲                             | ۲۵۸                             | ۲۳۷                             | ۱۶۶                             | ۹۹                              | ۳۶                              | ۲۷                              | ۱٬۷۵۸                           |
| منبع شماره ۱: Pogoda.ru.net         |                                 |                                 |                                 |                                 |                                 |                                 |                                 |                                 |                                 |                                 |                                 |                                 |                                 |
| منبع شماره ۲: NOAA (sun, 1961–1990) |                                 |                                 |                                 |                                 |                                 |                                 |                                 |                                 |                                 |                                 |                                 |                                 |                                 |

## نگارخانه

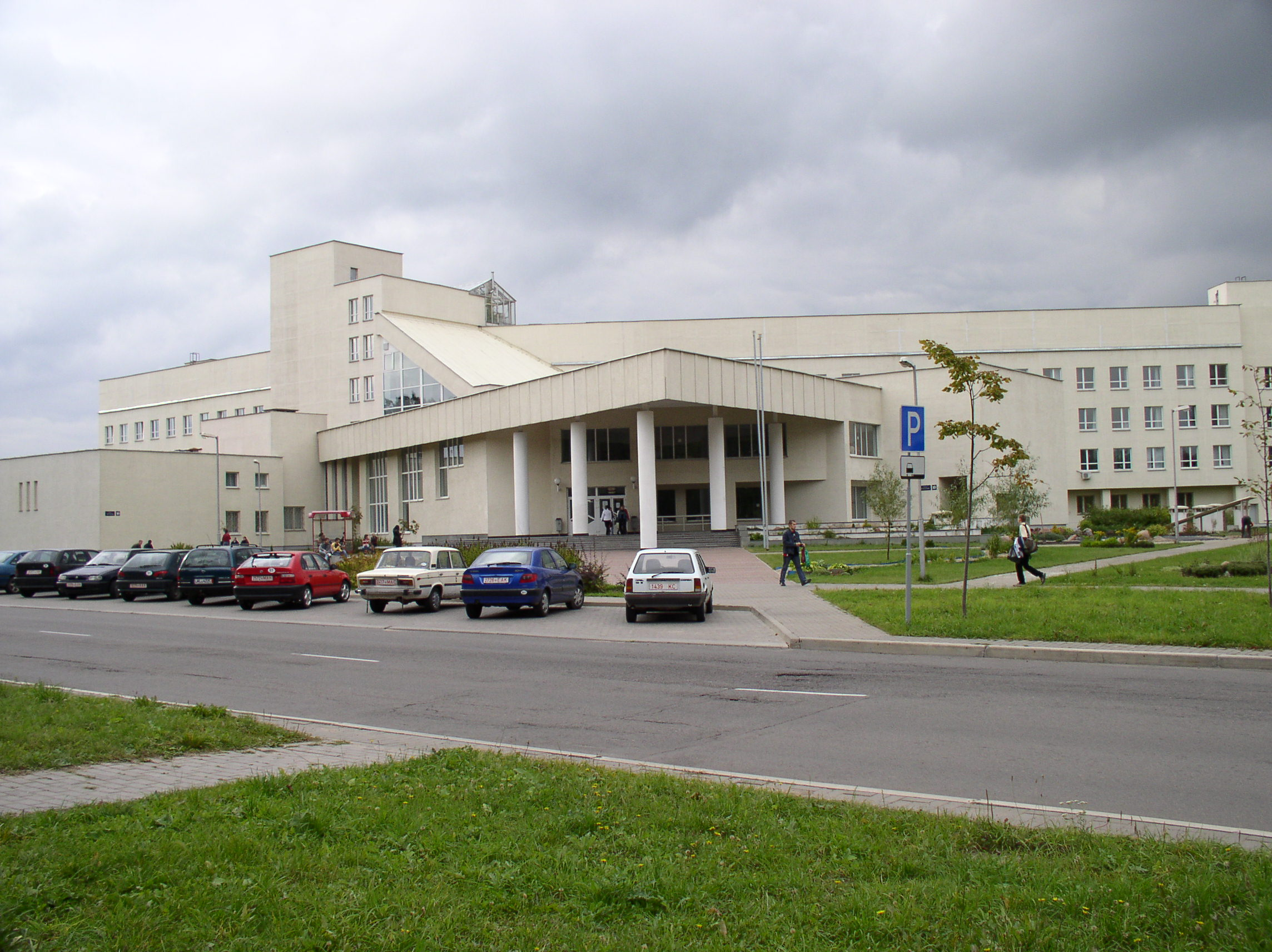
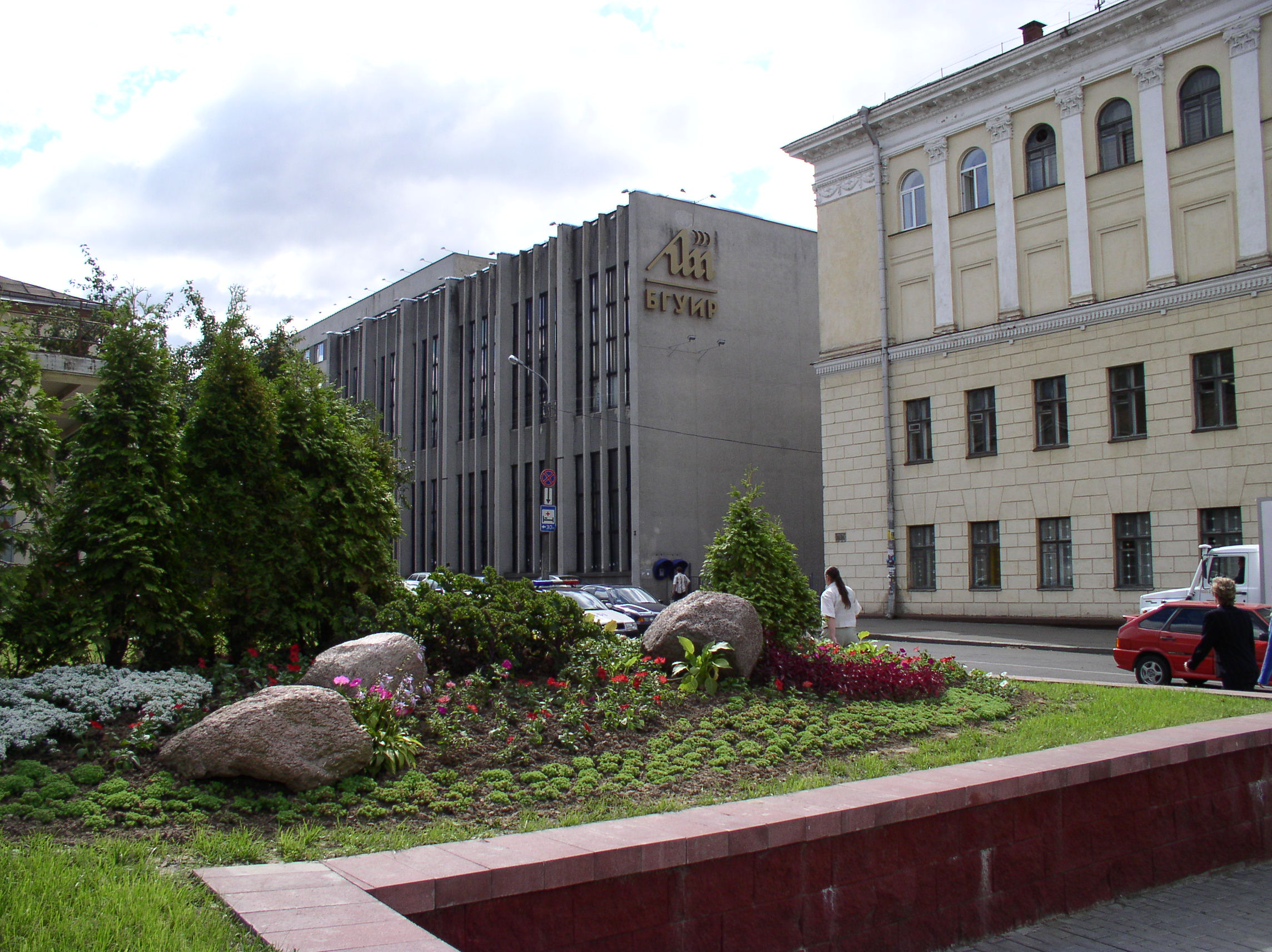
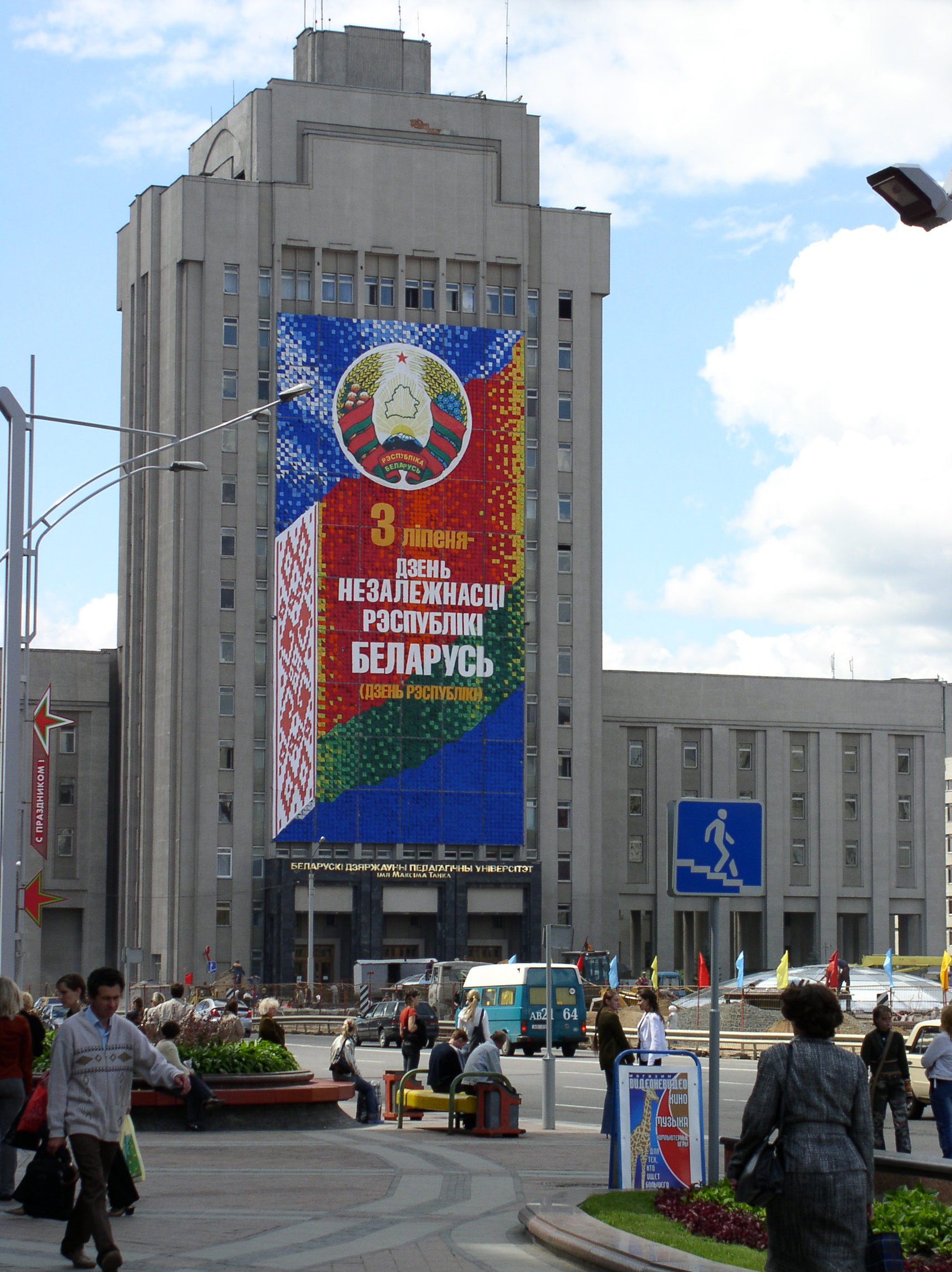

## شهرهای خواهر خوانده
| - ناتینگهام - سندای - بنگلور - لیون - بلو هوریزونته - چانگچون - ووچ، | - بن، - آیندهوون - دوشنبه (تاجیکستان) - کیشیناو، - هاوانا - تهران - ابوظبی | - آنکارا ' - بیشکک - هوشی‌مین - نووسیبیرسک - شنژن - اسلام‌آباد - تفلیس |